# Thiounn Mumm
Thiounn Mumm (khmerül: ជួន មុំ Chuŏn Mŭm; Phnompen, 1925. december 18. – Párizs, 2022. március 22.) Vörös Khmer matematikus, tudós.

## Fiatalkora
1925-ben született Thiounn Hal és Bounchan Moly negyedik gyermekeként Phnompenben, földműves családba. Két testvére is szintén csatlakozott a Vörös Khmerhez később. 1946-ban érkezett Franciaországba Norodom Szihanukkal, és Párizsban tanult matematikát, 1952-től pedig telekommunikációt. 1954-ben házasságot kötött Monique Michele-lel, a frigyből két gyermek született.

## Pályafutása
1975 szeptemberében tért vissza Kambodzsába a herceggel. Még ebben az évben az iparminisztériumban kezdett dolgozni Vorn Vettel, egy tudományos vegyilaboratórium vezetője volt 1978 szeptemberéig. 1978 szeptemberében aztán a phnompeni szovjet intézet tanára lett, ahol 300 gyermekre kellett vigyáznia, és fegyelemre tanítania őket. Valószínűleg egytől egyig a pártelit gyermekei voltak, hiszen a közemberek gyermekeit az Angkar regulázta vidéken. 1979. január 7-én pár órával a vietnámi csapatok megérkezése előtt figyelmeztették, hogy hagyja el a várost, amelynek eleget is tett, és a Cardamone-hegységbe ment, ahol 3 hónapig vándorolt a 300 gyermekkel és kb. 30 értelmiségivel. Mivel nem volt náluk élelem, a gyermekek felügyeletét az Angkar látta el. Nyolc hónapnyi vándorlás után eljutott Thaiföldbe, ahol menedékjogot kért. Thaiföldön élt 3 évig, majd 1982-ben visszatért Franciaországba, végleg.

## Közeli családtagjai
- Thiounn Hal (?–1952/1953)
- Bounchan Moly (1900 körül–?)
  - Báty: Thiounn Thioeun (1919/1920–2006), orvos, Demokratikus Kambodzsa egészségügyi minisztere
  - Nővér: Thiounn Choeum
  - Báty: Thiounn Chum
  - Öcs: Thiounn Prasith (1930–2023) diplomata, Demokratikus Kambodzsa ENSZ-nagykövete